# تاي بنينغتون
تايغيرت بيرتون «تاي» بنينغتون (بالإنجليزية: Ty Pennington)‏ (ولد غاري تايغيرت بيرتون في 19 أكتوبر، 1964 في اتلانتا، جورجيا) هو مقدم برامج وفنان ونجار أميركي.

## روابط خارجية
- تاي بنينغتون على موقع IMDb (الإنجليزية)
- تاي بنينغتون على موقع روتن توميتوز (الإنجليزية)
- تاي بنينغتون على موقع إن إن دي بي (الإنجليزية)
- تاي بنينغتون على موقع قاعدة بيانات الفيلم (الإنجليزية)